# Eltz (Luksemburg)
Eltz (lb. Elz) – wieś (Uertschaft) w zachodnim Luksemburgu, w kantonie Redange, w gminie Redange-sur-Attert. Do 3 października 2015 miejscowość leżała w dystrykcie Diekirch. Liczy 45 mieszkańców (31 grudnia 2022).